# Myrica pensylvanica
Myrica pensylvanica là một loài thực vật có hoa trong họ Myricaceae. Loài này được Mirb. mô tả khoa học đầu tiên năm 1804.

## Hình ảnh

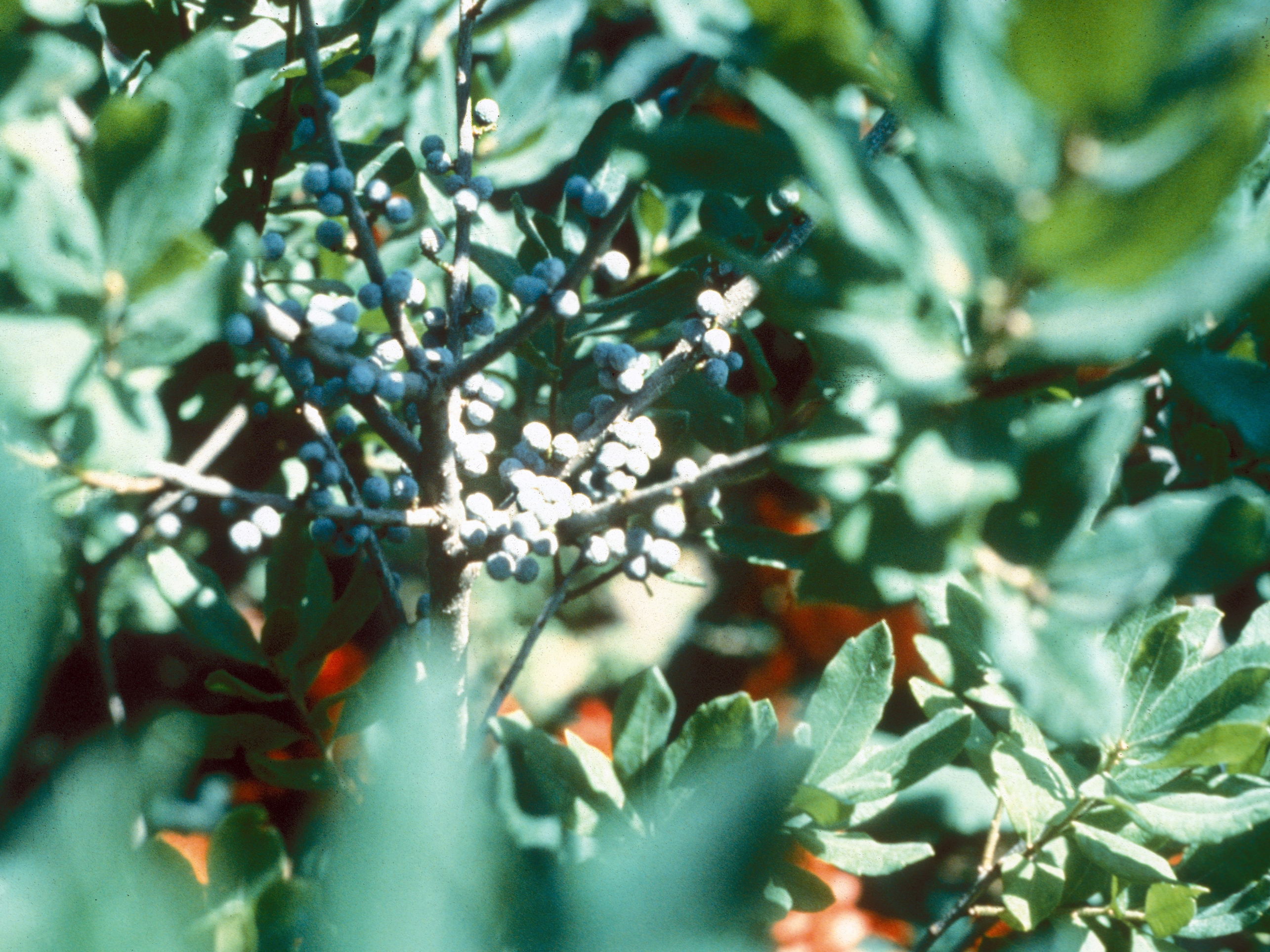
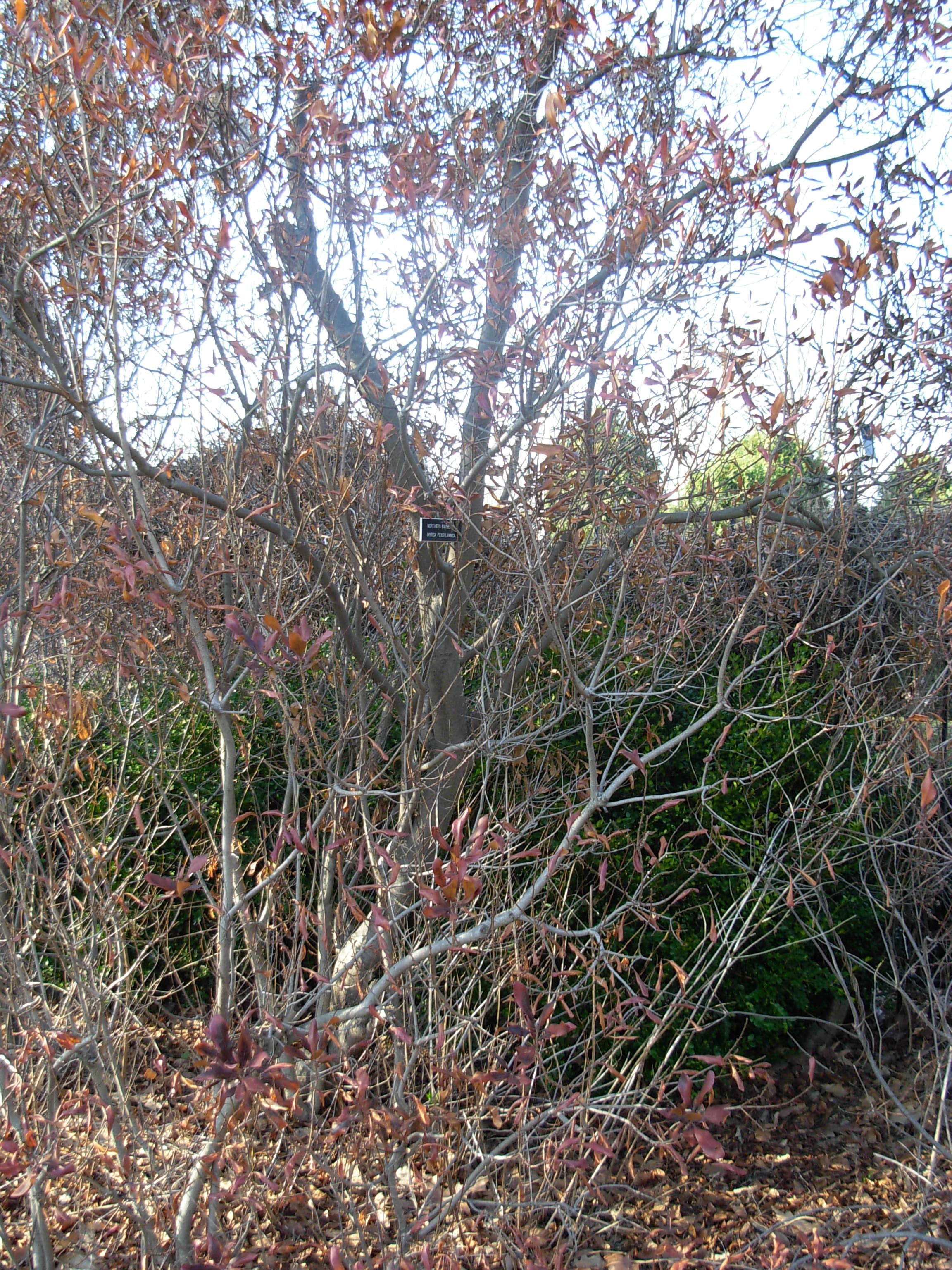
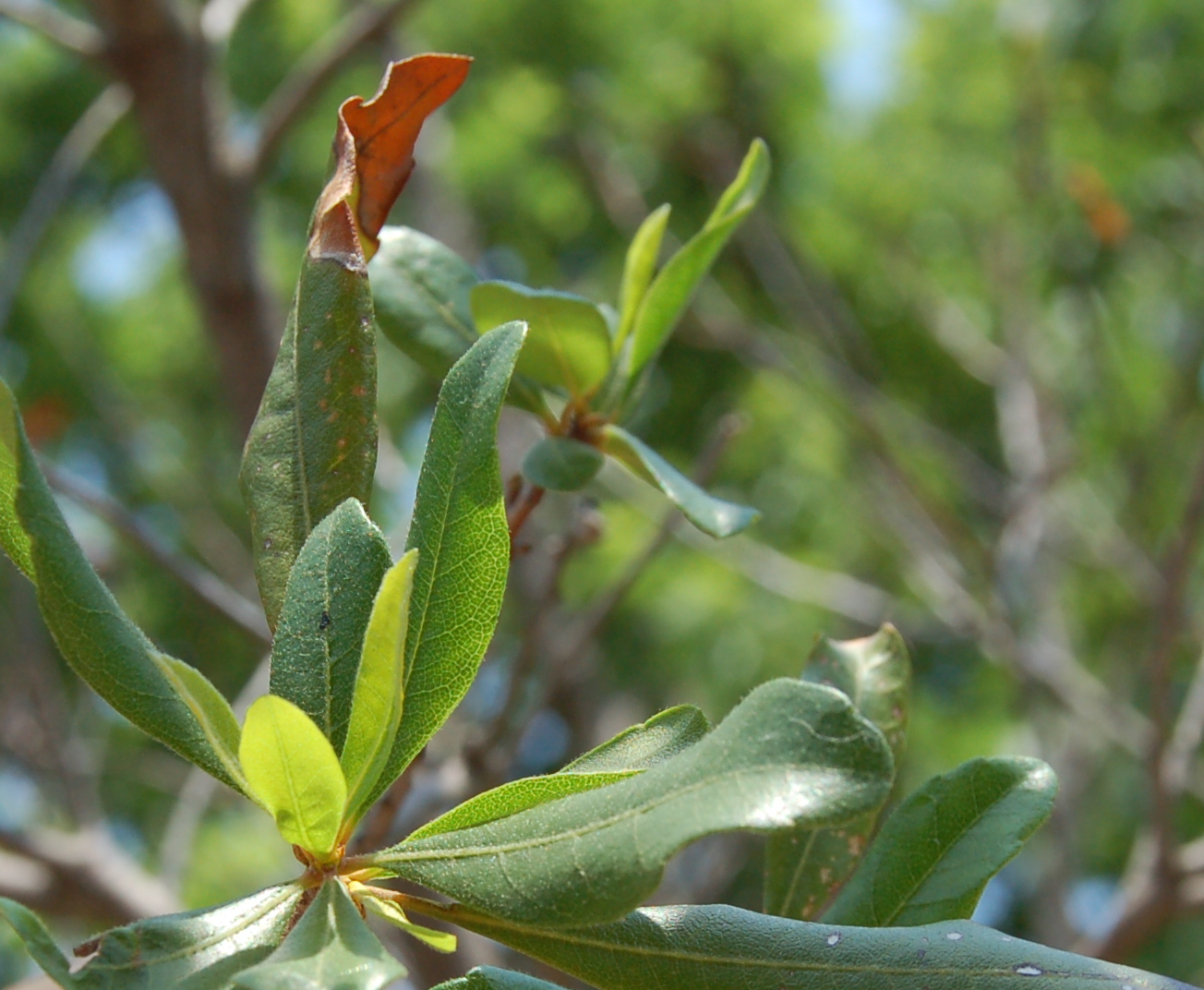
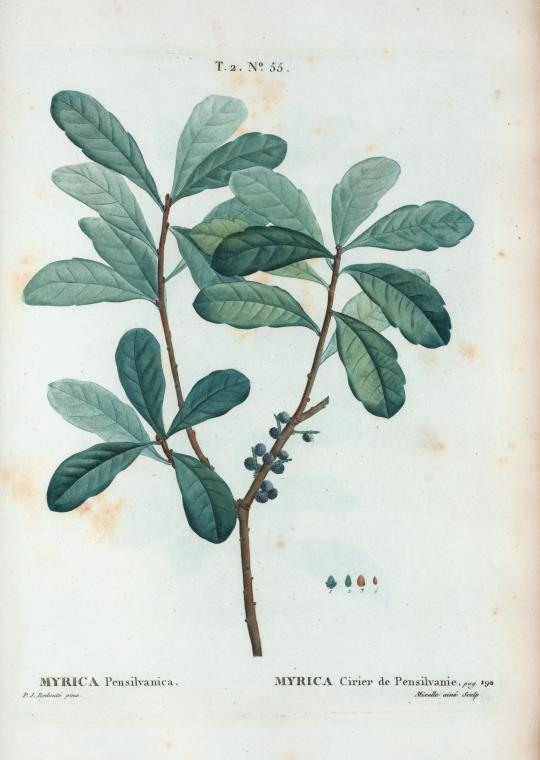